# Баев, Гаппо
Гаппо́ Ба́ев, настоящее имя Гео́ргий Васи́льевич Ба́ев (осет. Байаты Уасиллы фырт Гаппо; 1869—1939) — осетинский государственный и общественный деятель, юрист, публицист, издатель литературы на осетинском языке, фольклорист и литературный критик, педагог. Градоначальник Владикавказа (1902—1907). Первый в истории осетин, возглавивший городское управление.

## Биография
Родился 5 (17) сентября 1869 года во Владикавказе в семье владельца мельницы. Мать происходила из одной из ведущих помещичьих семей Северной Осетии. Воспитывался в доме своего дяди, генерала  Михаила Георгиевича Баева. В 1880 году он овладел русским и немецким языками в Немецкой прогимназии в Митаве (Прибалтика, сегодня Елгава). С 1881 по 1890 год учился в только что открывшейся Владикавказской гимназии.
В 1894 году окончил юридический факультет Новороссийского университета, после чего, приехав во Владикавказ, стал активно заниматься организацией осетинского книгоиздания. В это же время он стал собирать осетинский фольклор, публикуя собранные материалы в газете «Северный Кавказ», которой руководил Коста Хетагуров.
В 1899 году Гаппо Баев добился издания «Ирон фӕндыр» Коста Хетагурова. Он принимал активное участие в работе над дополнением «Осетино-русско-немецкого словаря», который не был завершён учёным В. Миллером.
С 1900 года Гаппо Баев издавал несколько небольших книг на осетинском языке, посвящённых осетинским сказкам и пословицам. В 1900 году он издал книгу «Гæлæбу», в которой опубликовал первые произведения неизвестных в то время молодых осетинских писателей Александра Кубалова, Георгия Цаголова, Асламурзы Кайтмазова.
В 1902—1906 гг. был председателем «Общества по распространению образования и технических сведений среди горцев Терской области». В это же время исполнял обязанности градоначальника Владикавказа.
В 1905 году был избран гласным Владикавказской городской Думы и членом городской Управы.
В 1917 году перебрался в Тифлис, где сотрудничал с антисоветскими газетами «Вольный горец» и «Ног цард».
В 1920 году не приняв социалистической революции и Советской власти Баев эмигрировал в Германию. С 1926 года он до самой смерти преподавал в Берлинском университете. Гаппо Баев умер в Берлине 24 апреля 1939 году.

## Память
12 апреля 1995 года из Берлина был доставлен прах Гаппо Баева, который был захоронен в пантеоне Осетинской церкви во Владикавказе.
Во Владикавказе есть улица, названная в честь Гаппо Баева.

## Сочинения
- Пушкин в жизни горцев. — Владикавказ, 1902. — 38 с.
- Осетинский дивизион: историческая справка. — Владикавказ: Типо-лит. В. П. Просвирнина, 1903. — 31 с.
- Народный кредит в Терской области. — Владикавказ: Тип. Сергея Назарова, 1908. — 56 с.